# Elefant (band)
Elefant is een Belgische band uit Gent. De band speelt stevige rockmuziek met invloeden uit krautrock, sludgemetal en surf.
De band is een project van muzikanten die alle ook nog in andere bands spelen: zanger/bassist Wolfgang Vanwymeersch speelt ook bij The Van Jets, toetsenist Stijn Vanmarsenille bij Future Old People Are Wizards en Drums Are For Parades, gitarist Maarten Flamand bij Ian Clement en Antler King en drummer Mario Govaert bij de Arquettes.
De debuut-EP Nordic Tanzen Am Sonntag werd opgenomen in het Gentse café Charlatan.
De muzikanten treden steeds op gekleed in een witte overall en met wit bepoederde gezichten. Elefant speelde onder meer in de Ancienne Belgique.

## Discografie
- 2015 Nordic Tanzen Am Sonntag (EP)
- 2016 The Realm (single)
- 2017 Mumbo Jumbo (single)